# Álex Lora
José Alejandro Lora Serna, mais conhecido como Álex Lora (Puebla, 02 de Dezembro de 1952), é um cantautor mexicano conhecido por ser o líder da banda El Tri.

## Discografia
- 1998 - Lora, Su Lira y Sus Rolas
- 2003 - Alex Lora: Esclavo del Rocanrol

### ComThree Souls in My Mind
- Three Souls In My Mind (Colección Avándaro Vol. 1) (1971)
- Three Souls In My Mind II (1971)
- Three Souls In My Mind III (1975)
- Chavo de onda (1976)
- Es lo mejor (1977)
- La devaluación (1977)
- ¡Qué rico diablo...! (1979)
- El blues del eje vial (1980)
- Bellas de noche (1978)
- D'Mentes (1981)
- Viejas rolas de rock (1982)
- Renovación moral (1983)

## Fimografia
| Ano  | Filme                           | Papel         | Info                        | Ref.  |
| ---- | ------------------------------- | ------------- | --------------------------- | ----- |
| 2003 | Alex Lora: Esclavo del Rocanrol | Ele mesmo     | Documentário sobre sua vida | [ 2 ] |
| 2008 | The Dead Sleep Easy             |               |                             | [ 3 ] |
| 2009 | Nikté                           | Chamán Chanek |                             | [ 4 ] |

## Prêmios e Indicações
| Ano  | Prêmio                                             | Categoria | Indicação   | Resultado | Ref.  |
| ---- | -------------------------------------------------- | --------- | ----------- | --------- | ----- |
| 1994 | Ariel Award                                        | Best Song | A Lost Year | Venceu    | [ 5 ] |
| 2011 | Latin Recording Academy Lifetime Achievement Award |           |             | Venceu    | [ 6 ] |